# Maeotias marginata
Maeotias marginata is een hydroïdpoliep uit de familie Olindiasidae. De poliep komt uit het geslacht Maeotias. Maeotias marginata werd in 1791 voor het eerst wetenschappelijk beschreven door Modeer. 